# Alexandru Vlahuță
Alexandru Vlahuţă (Alexandru Vlahuță, 5 de setembro de 1858 — Bucareste, 19 de novembro de 1919) foi um escritor romeno.

## Criação literária
Em 1880 estreou-se como poeta na revista "Convorbiri literare". Durante sua carreira de professor, ele fez seu nome como escritor com "Nuvele" (1886), "poezii" (1887), "Din Goana vietii" (1892) e "Icoane sterse" (1893), e ele publicou muitos trabalhos (Esboços, histórias, novelas) nas páginas de "Sămănătorul".
A partir de 1887 ele entrou em conflito com a Academia Română, já que tanto sua obra em prosa "Nuvele" quanto a coleção de poemas "Poezii" — apesar do forte apoio de Coşbuc — não lhe renderam o prêmio "Eliade Rădulescu". Como resultado, ele se recusou a trabalhar como membro correspondente da academia em 1893. Devido a esta rejeição, outro romance, nomeadamente "În vâltoare" (1896), não foi premiado. Apenas três obras foram homenageadas: “Clipe de linişte” com o prêmio “Năsturel Herescu”, “România pitorească” e “Poezii 1880–1915” com o “Grande Prêmio da Academia Romena”. Sua obra mais famosa foi "România pitorească" (1901), da qual os historiadores e críticos literários posteriores Dumitru Micudisse que era um atlas geográfico anotado, marcado por um grande amor pelo lar. Em 1910, ele dedicou uma monografia lírica (1910) a seu amigo pintor Grigorescu. Ele queria escrever uma monografia sobre Ion Luca Caragiale, bem como uma continuação de seu romance “Dan”, mas não conseguiu.
Vlahuţă não apenas tentou renovar o estilo de escrita ou descobrir jovens talentos, ele também se viu como um artista, a quem responsabilizou pelo cultivo de idéias. Um ditado frequentemente citado por ele é: Un om care nu munceşte nu ştie să prețuiască munca altuia. (Uma pessoa que não trabalha não sabe valorizar o trabalho de outra pessoa).

## Trabalhos (seleção)

### Prosa
- 1886 Nuvele, 261 S.
- 1890 După Eminescu, 194 S.
- 1892 Din goana vieții
- 1894 Dan, 336 S.
- 1895 Un an de luptă, 248 S.
- 1895 Icoane șterse (Nuvele și amintiri)
- 1896 În vâltoare – Nuvele și impresii, 221 S.
- 1899 Clipe de liniște
- 1901 România pitorească, 330 S.
- 1908 Din trecutul nostru, 126 S.
- 1908 Din durerile lumii
- 1909 File Rupte, 260 S.
- 1910 Pictorul N. I. Grigorescu

### Poesia
- 1887 Poezii
- 1894 Poezii vechi și nouă, 143 S.
- 1896 Iubire (1888–1895), 233 S.
- 1904 Poezii (1880–1904)
- 1909 Poezii (1880–1908), 288 S.
- 1911 La gura sobei, 282 S.
- 1914 Dreptate, 251 S.
- 1915 Poezii (1880–1915)

## Literatura
- Valeriu Râpeanu: „Alexandru Vlahuță și epoca sa“, Editura Tineretului, București 1956
- Virgiliu Ene: „Alexandru Vlahuță“, Editura Albatros, București 1976

- Commons
- Wikisource
- Wikiquote